# Lovran
Lovran – wieś w Chorwacji, w żupanii primorsko-gorskiej, w gminie Lovran. W 2011 roku liczyła 3336 mieszkańców.
Jest jednym z najwcześniej zasiedlonych miejsc na wschodnim wybrzeżu Istrii. We wczesnym średniowieczu był jednym z najważniejszych nad północnym Adriatykiem ośrodkiem stoczniowym. W 1915 roku w Lovranie zmarł Stanisław Witkiewicz.